# Lazar Lečić
Lazar Lečić (en macedonio: Лазар Лечиќ; Skopje, Yugoslavia; 30 de enero de 1939-13 de agosto de 2024) fue un baloncestista y entrenador de baloncesto macedonio que jugaba en la posición de base.

## Carrera

### Jugador
Jugó para el KK Rabotnički de 1957 a 1962, equipo con el que ganó la liga de la República en dos ocasiones.

### Entrenador
| Periodo   | Club               |
| --------- | ------------------ |
| 1962–1972 | KK Rabotnički      |
| 1970      | → Yugoslavia U18   |
| 1972–1973 | KK Borac Čačak     |
| 1973–1975 | Olimpija Ljubljana |
| 1975–1978 | KK Rabotnički      |
| 1978–1982 | Olimpija Ljubljana |
| 1982–1983 | KK Vojvodina       |
| 1983–1988 | KK MZT Skopje      |
| 1990–1992 | Aris BC            |
| 1996      | KK MZT Skopje      |
| 1999–2000 | KK Nikol Fert      |

## Logros

### Jugador
- Liga de la República de Macedonia (2): 1960, 1961

### Entrenador
- Liga de la República de Macedonia (2): 1963, 1964
- Copa Yugoslava de Baloncesto (1): 1981/82
- Copa de Baloncesto de Macedonia del Norte (1): 1996
- A1 Ethniki (1): 1990/91
- Primera Liga de Macedonia (1): 1999/2000
- Supercopa de Macedonia (1): 2000

### Individual
- Gigante del Macedonian Olympic Committee (2002).
- Gigante de la Basketball Federation of Macedonia (2018).[2]
- Golden Ladybug of Popularity (2017).[3][4][5][6][7][8][9]